# Giuseppe Baresi
Giuseppe Baresi (7. únor 1958, Travagliato, Itálie) je bývalý italský fotbalový obránce. Jeho mladším bratrem je také fotbalový obránce Franco Baresi, který hrál za konkurenční AC Milán.
Fotbalistou Interu byl dlouhých 16 let. Již jako mladý se přihlásil do mládežnického týmu. První zápas za dospělé odehrál v roce 1977. Celkem za Nerazzurri odehrál 559 utkání a vstřelil 13 branek. Získal dva tituly v lize (1979/80, 1988/89), dvakrát vyhrál italský pohár (1977/78, 1981/82) a po má i po jednom vítězství v italském superpoháru (1989) a v poháru UEFA (1990/91). V roce 1992 odešel dohrát kariéru do druholigové Modeny, kde po dvou letech ukončil kariéru.
Za reprezentaci odehrál 18 utkání. První zápas odehrál 26. září 1979 proti Švédsku (1:0). byl na ME 1980, kde odehrál tři utkání. Celých 120 minut odehrál v utkání o 3. místo proti Československu, které prohráli na penalty. On sám svou penaltu proměnil. Také byl na MS 1986, kde odehrál své poslední zápasy za národní tým.
Po fotbalové kariéře se stal trenérem mládeže Interu. vedl ji v letech 2001 až 2008. Po nástupu trenéra Mourinha k Nerazzurri, stal se jeho asistentem. V roli asistenta trenéra i později jako technického trenéra zůstal do listopadu 2014, když přišel Mancini. Chvíli po propuštění se stal skautem.

## Hráčská statistika
| Sezóna  | Klub   | Liga    | Liga   | Liga | Ligové poháry | Ligové poháry | Ligové poháry | Kontinentální poháry | Kontinentální poháry | Kontinentální poháry | Celkem | Celkem |
| Sezóna  | Klub   | Soutěž  | Zápasy | Góly | Soutěž        | Zápasy        | Góly          | Soutěž               | Zápasy               | Góly                 | Zápasy | Góly   |
| ------- | ------ | ------- | ------ | ---- | ------------- | ------------- | ------------- | -------------------- | -------------------- | -------------------- | ------ | ------ |
| 1976/77 | Inter  | Serie A | 0      | 0    | IP            | 2             | 0             | UEFA                 | 0                    | 0                    | 2      | 0      |
| 1977/78 | Inter  | Serie A | 28     | 0    | IP            | 8             | 0             | UEFA                 | 2                    | 0                    | 38     | 0      |
| 1978/79 | Inter  | Serie A | 29     | 3    | IP            | 2             | 0             | PVP                  | 4                    | 0                    | 35     | 3      |
| 1979/80 | Inter  | Serie A | 30     | 1    | IP            | 6             | 1             | UEFA                 | 3                    | 1                    | 39     | 3      |
| 1980/81 | Inter  | Serie A | 26     | 0    | IP            | 4             | 0             | PMEZ                 | 5                    | 0                    | 35     | 0      |
| 1981/82 | Inter  | Serie A | 28     | 1    | IP            | 9             | 1             | UEFA                 | 4                    | 0                    | 41     | 2      |
| 1982/83 | Inter  | Serie A | 27     | 0    | IP            | 10            | 0             | PVP                  | 5                    | 0                    | 42     | 0      |
| 1983/84 | Inter  | Serie A | 29     | 0    | IP            | 2             | 0             | UEFA                 | 6                    | 0                    | 37     | 0      |
| 1984/85 | Inter  | Serie A | 30     | 1    | IP            | 11            | 0             | UEFA                 | 10                   | 0                    | 51     | 1      |
| 1985/86 | Inter  | Serie A | 29     | 1    | IP            | 7             | 0             | UEFA                 | 10                   | 0                    | 46     | 1      |
| 1986/87 | Inter  | Serie A | 29     | 1    | IP            | 7             | 0             | UEFA                 | 8                    | 0                    | 43     | 1      |
| 1987/88 | Inter  | Serie A | 29     | 1    | IP            | 11            | 0             | UEFA                 | 6                    | 0                    | 46     | 1      |
| 1988/89 | Inter  | Serie A | 32     | 0    | IP            | 8             | 0             | UEFA                 | 5                    | 0                    | 45     | 0      |
| 1989/90 | Inter  | Serie A | 17     | 1    | IP+IS         | 3+1           | 0             | PMEZ                 | 0                    | 0                    | 21     | 1      |
| 1990/91 | Inter  | Serie A | 23     | 0    | IP            | 2             | 0             | UEFA                 | 5                    | 0                    | 30     | 0      |
| 1991/92 | Inter  | Serie A | 6      | 0    | IP            | 2             | 0             | UEFA                 | 0                    | 0                    | 8      | 0      |
| 1992/93 | Modena | Serie B | 37     | 0    | IP            | 3             | 0             | -                    | 0                    | 0                    | 40     | 0      |
| 1993/94 | Modena | Serie B | 36     | 0    | IP-           | 0             | 0             | -                    | 0                    | 0                    | 36     | 0      |
| Celkem  | Celkem | Celkem  | 465    | 10   | -             | 97            | 2             | -                    | 73                   | 1                    | 635    | 13     |

## Hráčské úspěchy

### Klubové
- 2× vítěz italské ligy (1979/80, 1988/89)
- 2× vítěz italského poháru (1977/78, 1981/82)
- 1× vítěz italského superpoháru (1989)
- 1× vítěz poháru UEFA (1990/91)

### Reprezentační
- 1× na MS (1986)
- 1× na ME (1980)
- 2× na ME 21 (1978, 1980)
- 1x na MS 20 (1977)